# Meszno (Otmuchów)
Meszno (deutsch Mösen) ist ein Dorf der Stadt- und Landgemeinde Otmuchów im Powiat Nyski in der Woiwodschaft Opole in Polen.

## Geographie

### Geographische Lage
Das Angerdorf Meszno liegt im Südwesten der historischen Region Oberschlesien. Der Ort liegt etwa vier Kilometer südwestlich des Gemeindesitzes Otmuchów, etwa 15 Kilometer südwestlich der Kreisstadt Nysa und etwa 70 Kilometer südwestlich der Woiwodschaftshauptstadt Opole.
Meszno liegt in der Przedgórze Sudeckie (Sudetenvorgebirge) innerhalb der Obniżenie Otmuchowskie (Ottmachauer Senke). Der Ort liegt an der Swidna (dt. Grundwasser), ein rechter Zufluss der Weidenauer Wasser (poln. Widna).

### Nachbarorte
Nachbarorte von Meszno sind im Nordosten Śliwice (Schleibitz), im Südosten Broniszowice (Brünschwitz), im Südwesten Ratnowice (Rathmannsdorf) sowie im Nordwesten Ścibórz (Stübendorf).

## Geschichte

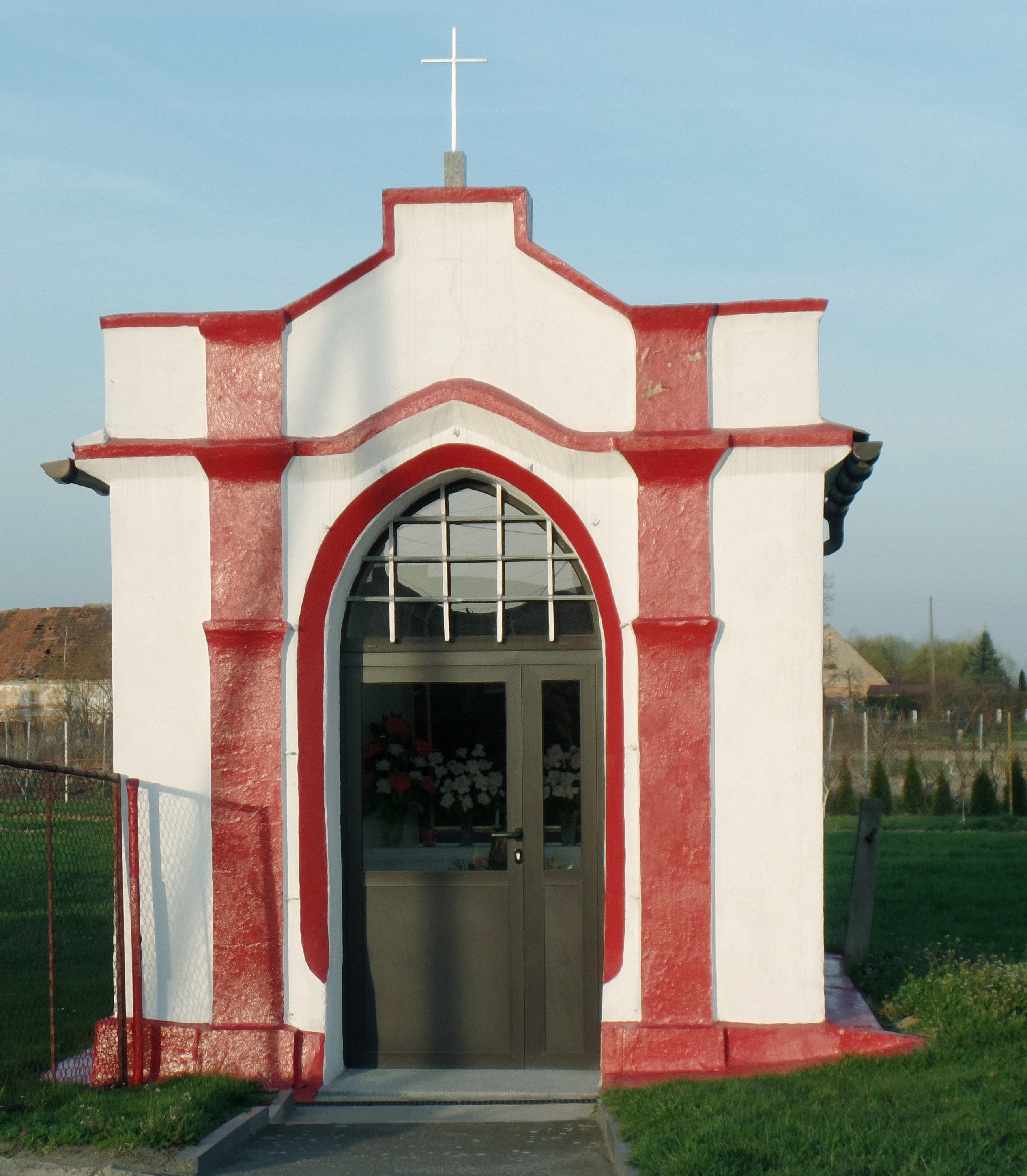
Wegekapelle

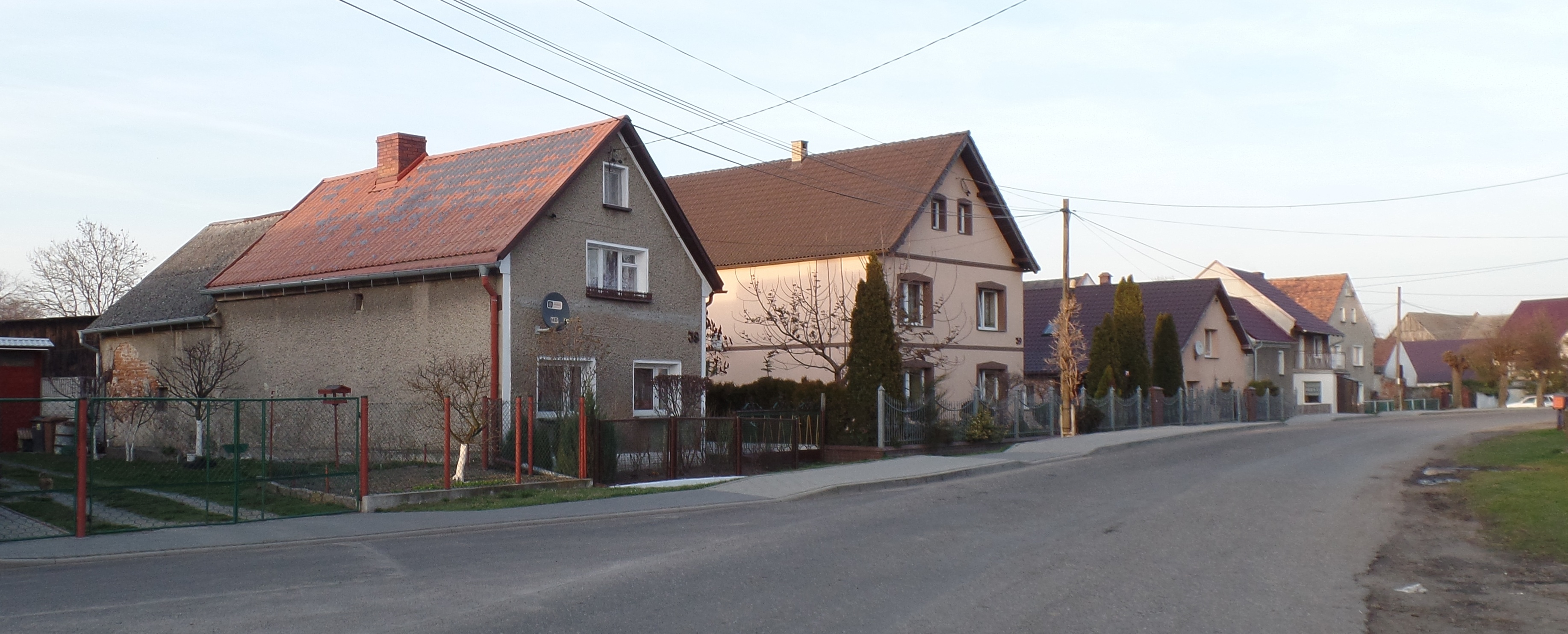
Dorfpartie

Der Ort wurde 1293 erstmals als Mesno erwähnt. In dem Werk Liber fundationis episcopatus Vratislaviensis aus den Jahren 1295–1305 wird der Ort erneut als Mesno erwähnt. 1370 erfolgte eine Erwähnung als Mesnow. Für das Jahr 1378 ist die Ortsbezeichnung Mezin überliefert.
Nach dem Ersten Schlesischen Krieg 1742 fiel Mösen mit dem größten Teil Schlesiens an Preußen.
Nach der Neuorganisation der Provinz Schlesien gehörte die Landgemeinde Mösen ab 1816 zum Landkreis Neisse im Regierungsbezirk Oppeln. 1845 bestanden im Dorf eine Scholtisei, ein Freigut sowie 65 weitere Häuser. Im gleichen Jahr lebten in Mösen 368 Menschen, allesamt katholisch. 1855 lebten 378 Menschen in Mösen. 1865 bestanden im Ort 17 Bauern-, 15 Gärtner-, 14 Häuslerstellen. Eingeschult und eingepfarrt waren die Bewohner nach Rathmannsdorf. 1874 wurde der Amtsbezirk Rathmannsdorf gegründet, welcher aus den Landgemeinden Friedrichseck, Krackwitz, Mösen, Ober Hermsdorf, Rathmannsdorf und Schleiwitz und den Gutsbezirken Friedrichseck, Ober Hermsdorf, Rathmannsdorf und Schleiwitz bestand. 1885 zählte Mösen 384 Einwohner.
In den 1930er Jahren wurde das Denkmal für die Gefallenen des Ersten Weltkriegs erbaut, welches nach 1945 entfernt wurde. 1933 lebten in Mösen 357 sowie 1939 372 Menschen. Bis Kriegsende 1945 gehörte der Ort zum Landkreis Neisse.
Als Folge des Zweiten Weltkriegs fiel Mösen 1945 wie der größte Teil Schlesiens unter polnische Verwaltung. Nachfolgend wurde es in Meszno  umbenannt und der Woiwodschaft Schlesien angeschlossen. Die deutsche Bevölkerung wurde weitgehend vertrieben. 1950 wurde es der Woiwodschaft Oppeln eingegliedert. 1999 kam der Ort zum wiedergegründeten Powiat Nyski. 2007 lebten 354 Menschen im Ort.

## Sehenswürdigkeiten
- Steinerne Wegekapelle
- Steinernes Wegekreuz